# Alypia octomaculalis
Alypia octomaculalis là một loài bướm đêm trong họ Noctuidae.